# POD Maatschappelijke Integratie
De Programmatorische Federale Overheidsdienst Maatschappelijke Integratie, Armoedebestrijding, Sociale Economie en Grootstedenbeleid, kortweg POD Maatschappelijke Integratie of POD MI, is een Belgische federale overheidsdienst die op 12 december 2002 het levenslicht zag. Deze organisatie werd naar aanleiding van het Copernicusplan door de regering Verhofstadt I rond belangrijke maatschappelijke thema’s opgericht. Deze middelgrote overheidsdienst is bij de brede bevolking weinig of niet gekend. Ze fungeert als een tweedelijnsorganisatie door ondersteuning en middelen aan te bieden aan onder meer OCMW’s en armoedeorganisaties, die op hun beurt dichter bij de persoonlijke leefwereld van mensen in nood staan.

## Geschiedenis

### Aanleiding
De missie van de POD MI gaat terug tot de Dienst Maatschappelijk Welzijn van het Ministerie van Volksgezondheid in de jaren ‘80 van de vorige eeuw. De opdracht bestond eruit om de terugbetaling aan de OCMW’s uit te voeren van de verschillende steunverleningen (zoals onder andere het leefloon) die ze aan mensen in nood bieden, alsook om juridische ondersteuning aan de OCMW’s te bieden.
Midden jaren negentig volgde als een van de conclusies van het Algemeen Verslag over de Armoede de oprichting van de Dienst Armoedebestrijding in het grote Ministerie van Sociale Zaken, Volksgezondheid en Leefmilieu. De dienst was een eerste stap om een antwoord te bieden op de roep om een algemeen armoedebeleid en een solidaire samenleving na de ‘Zwarte Zondag’ verkiezing in 1991.
Eind jaren ‘90 van de vorige eeuw volgde een Dienst Sociale Economie om ondersteuning aan de gelijknamige sector te bieden en het aantal personen in de bijstand te verminderen door specifieke loopbaantrajecten.
Vervolgens werd de Dienst Grootstedenbeleid opgericht om, naar aanleiding van bepaalde sociale onrusten en rellen in het Brussels Hoofdstedelijk Gewest in de jaren ’90, een plan op te stellen voor de sociale cohesie binnen een stedelijke context in zowel Brussel als andere grootsteden aan te pakken.
In 2001 hield het Ministerie van Sociale Zaken, Volksgezondheid en Leefmilieu op met bestaan en ontstonden de FOD Sociale Zekerheid en de FOD Volksgezondheid, Veiligheid van de Voedselketen en Leefmilieu. Directeur-Generaal Marc Goossens kreeg in de FOD Sociale Zekerheid de leiding over het Directoraat-Generaal voor Maatschappelijke Integratie waarin naast de ondersteuning aan OCMW’s ook de Dienst Sociale Economie, de Dienst Grootstedenbeleid, de middelen van het Europees Sociaal Fonds en de voogdij over het Federaal Agentschap voor de Opvang van Asielzoekers (FEDASIL) ondergebracht werden.

### Oprichting
Met de oprichting van de POD Maatschappelijke Integratie op 12 december 2002 vestigde de regering de aandacht op het belang van een gecoördineerde aanpak van de strijd tegen armoede en een goede ondersteuning van de OCMW’s door de Federale Overheid. De regering bracht daarom de departementen met een sociaal en maatschappelijke oogmerk in de nieuwe entiteit samen.
In 2003 werd Julien Van Geertsom aangesteld als Voorzitter van het directiecomité. Hij hervormde de oude organisatie tot een moderne overheidsinstelling en zette mee de schouders onder de verdere uitbouw van de Kruispuntbank van de Sociale Zekerheid en de informatisering van de OCMW’s. In 2007 verwierf de POD Maatschappelijke Integratie meer slagkracht door zich te ontkoppelen van de voogdij van de FOD Sociale Zekerheid. Hierdoor kreeg de overheidsorganisatie een eigen ICT-, Begrotings- en personeelsbeleid en groeide men uit van 89 personeelsleden in 2003 tot 201 in 2020.
In 2008 werd door de organisatie de eerste Federale Prijs Armoedebestrijding in het leven geroepen als een onderdeel van het eerste Federale Armoedebestrijdingsplan. Met deze prijs wil de POD MI initiatieven, organisaties of individuen steunen en belonen voor hun strijd tegen de armoede en andere organisaties inspireren om dit ook te doen. Het initiatief wordt jaarlijks herhaald en bijgewoond door Hare Majesteit Koningin Mathilde van België. Ondertussen breidde de organisatie haar armoedebestrijdingsbeleid uit met de oprichting van de Dienst Ervaringsdeskundigen in Armoede en Sociale Uitsluiting om zo het perspectief van mensen in armoede binnen te halen.
Begin 2014 werden als gevolg van het Vlinderakkoord (zesde staatshervorming) de Diensten Sociale Economie en Grootstedenbeleid definitief overgeheveld naar de 3 gewesten. De bemiddeling in kader van de Gemeentelijke Administratieve Sancties (GAS-bemiddeling) van de dienst Grootstedenbeleid werd op federaal niveau behouden en geïntegreerd in de Dienst Sociale Cohesie en Armoedebestrijding.
Deze regionalisering was niet het einde van de organisatie. Naast het terugbetalen aan de OCMW’s van de verstrekte steun aan hun cliënten in kader van het Recht op Maatschappelijke Integratie (leefloonwet) en het Recht op Maatschappelijke Hulp (Organieke Wet) zette de POD MI ook projecten op maat van diverse doelgroepen van de OCMW’s op. MIRIAM (ondersteuningsproject voor alleenstaande mama’s met een leefloon), Sociale activering van leefloongerechtigden, kinderarmoedebestrijdingsprojecten, … zijn enkele voorbeelden.
In het kader van de vraag van de Europese Commissie vraag aan de lidstaten om nationale strategieën en integrale maatregelen uit te werken om de discriminatie van de ROMA-minderheid in België te verminderen, werd het Belgisch nationaal ROMA contactpunt in de POD MI verankerd.
De Europese vluchtelingencrisis van 2013 gaf de Federale Overheid de aanleiding om het sociale luik van het Europees Fonds voor Asiel, Migratie en Integratie (AMIF) bij de POD MI onder te brengen om zo de meest kwetsbare vluchtelingen te helpen integreren in de maatschappij.
Omwille van het stijgend aantal aanvragen voor voedselhulp in België wordt dankzij het Fonds voor Europese hulp aan de meest behoeftigen (FEAD) sinds 2014 door de POD Maatschappelijke Integratie jaarlijks in samenwerking met de voedselbanken, aan de OCMW’s en andere organisaties gratis voedsel verdeeld.

### Hervormingen

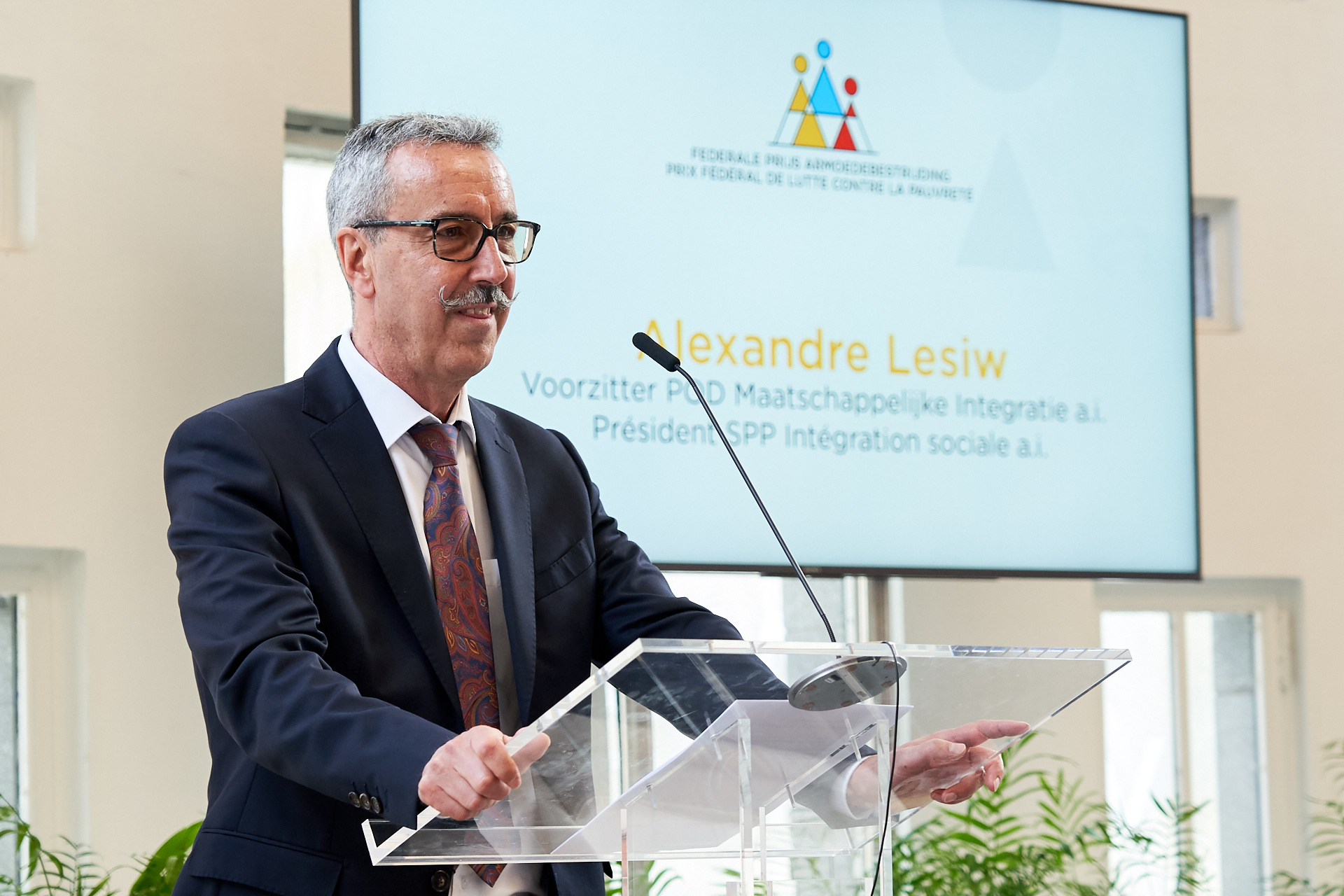
Alexandre Lesiw, Voorzitter POD MI

In oktober 2014 besliste de regering Michel I om het aantal overheidsinstellingen af te slanken en de POD MI op te heffen. Een fusie met de FOD Sociale Zekerheid drong zich op. Beide organisaties werkten aan het uittekenen van een nieuwe FOD Sociale Bescherming. Eind 2018 werden de plannen opgeborgen. In datzelfde jaar werd Alexandre Lesiw aangesteld als Voorzitter a.i van het directiecomité. De regering Decroo bevestigde op de ministerraad 23 oktober 2020 opnieuw het vertrouwen in de POD Maatschappelijke Integratie door de opheffing van de organisatie ongedaan te maken en een bestuursakkoord tussen de voogdijminister, Karine Lalieux, en de organisatie te tekenen voor de periode 2020-2023.

## Missie van de POD Maatschappelijke Integratie
De missie van de organisatie vertaalt zich in:
- Het recht op maatschappelijke integratie verdedigen;
- Armoede en sociale uitsluiting bestrijden in al hun dimensies;
- Zich inzetten voor sociale cohesie en duurzame ontwikkeling van de grote steden;
- De integratie waarborgen door voorrang te geven aan de maatschappelijke hulp;
- Het leefloon en de maatschappelijke hulp terugbetalen aan de OCMW’s.

Door middel van deze opdracht wil de Federale Overheid aan iedereen die door de mazen van het net van de sociale zekerheid valt, in armoede leeft en geen recht meer heeft andere vormen van bijstand zoals een werkloosheidsuitkering, invaliditeitsuitkering, … een menswaardig bestaan waarborgen.

## Onderscheidingen
In 2008 ontwikkelde de POD Maatschappelijke Integratie de webapplicatie e-Mazout waarvoor de organisatie van Agoria een eGov-award ontving.
In 2009 ontving de POD Maatschappelijke Integratie van Agoria de e-Gov Award voor overheidsdiensten die met digitale projecten hun administratie vereenvoudigen en hun dienstverlening aan burgers en bedrijven verbeteren. Het project "Uniek jaarverslag" werd bekroond op Europees niveau. Het is een elektronische internetapplicatie die gratis ter beschikking wordt gesteld van alle Belgische OCMW’s om op slechts 1 plaats alle aangiftes te kunnen doen van alle verantwoordingsstukken voor gebruikte subsidies en andere financiële maatregelen. Het resultaat is dat de OCMW’s slechts éénmaal paar jaar een activiteitenrapport op elektronisch wijze bezorgen dienen te bezorgen aan de Federale Overheid.
In 2014 ontving de POD Maatschappelijke Integratie de eHealth Award voor de ontwikkeling van MediPrima. Dit platform maakt het mogelijk om de medische steun toegekend door de OCMW's elektronisch te beheren en dekt alle stappen van het nemen van een beslissing tot de ten laste neming van de medische kosten over de toekenning van steun tot de geautomatiseerde terugbetaling van de zorgverstrekkers door de HZIV. Voor de uitwerking werd beroep gedaan op de partners van Smals vzw en het Netwerk van de Kruispuntbank van de Sociale Zekerheid.

## Voorzitters POD Maatschappelijke Integratie
- Julien Van Geertsom (1 mei 2003[5] - januari 2017)
- Alexandre Lesiw (januari 2017- mei 2024)
- Helena Bex (mei 2024 - heden)

## Bevoegde ministers
| Regering             | Foto | Naam                 |  | Partij   | Functie | Van        | Tot        |
| -------------------- | ---- | -------------------- |  | -------- | --- | ---------- | ---------- |
| Verhofstadt I        |      | Johan Vande lanotte  |  | SP       | Minister van Begroting, Maatschappelijke Integratie en Sociale Economie | 12-07-1999 | 12-07-2003 |
| Verhofstadt I        |      | Rudy Demotte         |  | PS       | Minister van Economische Zaken en Wetenschappelijk Onderzoek en Grootstedenbeleid | 12-07-1999 | 4-04-2000  |
| Verhofstadt I        |      | Charles Picqué       |  | PS       | Regeringscommissaris voor Grootstedenbeleid | 12-07-1999 | 8-04-2000  |
| Verhofstadt I        |      | Charles Picqué       |  | PS       | Minister van Economische Zaken en Wetenschappelijk Onderzoek en Grootstedenbeleid | 08-04-2000 | 12-07-2003 |
| Verhofstadt II       |      | Marie Arena          |  | PS       | Minister van Ambtenarenzaken, maatschappelijke integratie,grotestedenbeleid en gelijke kansen                                                                                                  | 12-07-2003 | 18-07-2004 |
| Verhofstadt II       |      | Bert Anciaux         |  | Spirit   | Minister van Mobiliteit en Sociale Economie | 12-07-2003 | 18-07-2004 |
| Verhofstadt II (bis) |      | Christian Dupont     |  | PS       | Minister van Ambtenarenzaken, maatschappelijke integratie, gelijke kansen en Grootstedenbeleid                                                                                                 | 18-07-2004 | 21-12-2007 |
| Verhofstadt II (bis) |      | Els Van Weert        |  | Spirit   | Staatssecretaris voor Duurzame ontwikkeling en Sociale Economie | 18-07-2004 | 21-12-2007 |
| Verhofstadt III      |      | Christian Dupont     |  | PS       | Minister van Pensioenen en Maatschappelijke Integratie | 21-12-2007 | 20-03-2008 |
| Leterme I            |      | Marie Arena          |  | PS       | Minister van Maatschappelijke Integratie, Pensioenen en Grote steden | 20-03-2008 | 30-12-2008 |
| Leterme I            |      | Frédéric Laloux      |  | PS       | Staatssecretaris voor Maatschappelijke Integratie en Armoedebestrijding | 20-03-2008 | 20-04-2008 |
| Leterme I            |      | Jean-Marc Delizée    |  | PS       | Staatssecretaris voor Maatschappelijke Integratie en Armoedebestrijding | 20-04-2008 | 30-12-2008 |
| Van Rompuy           |      | Jean-Marc Delizée    |  | PS       | Staatssecretaris voor Maatschappelijke Integratie en Armoedebestrijding | 30-12-2008 | 17-07-2009 |
| Van Rompuy           |      | Philippe Courard     |  | PS       | Staatssecretaris voor Maatschappelijke Integratie en Armoedebestrijding en Grote steden | 17-07-2009 | 25-11-2009 |
| Van Rompuy           |      | Maria Arena          |  | PS       | Minister van Maatschappelijke Integratie, Pensioenen en Grote Steden | 30-12-2008 | 17-07-2009 |
| Van Rompuy           |      | Michel Daerden       |  | PS       | Minister van Pensioenen en Grote Steden | 17-07-2009 | 25-11-2009 |
| Van Rompuy           |      | Laurette Onkelinkx   |  | PS       | Minister van Sociale Zaken en Volksgezondheid en Maatschappelijke Integratie | 17-07-2009 | 25-11-2009 |
| Leterme II           |      | Michel Daerden       |  | PS       | Minister van Pensioenen en Grote Steden | 25-11-2009 | 6-12-2011  |
| Leterme II           |      | Philippe Courard     |  | PS       | Staatssecretaris voor Maatschappelijke Integratie en Armoedebestrijding | 25-11-2009 | 6-12- 2011 |
| Di Rupo              |      | Maggie De Block      |  | Open Vld | Staatssecretaris voor Asiel en Migratie en Maatschappelijke Integratie | 6-12-2011  | 25-07-2014 |
| Di Rupo              |      | Maggie De Block      |  | Open Vld | Minister van Justitie Asiel en Migratie, Maatschappelijke Integratie en Armoedebestrijding | 25-07-2014 | 11-10-2014 |
| Di Rupo              |      | Paul Magnette        |  | PS       | Minister van Overheidsbedrijven, Wetenschapsbeleid en ontwikkelingssamenwerking, belast met Grote Steden                                                                                       | 6-12-2011  | 17-01-2013 |
| Di Rupo              |      | Jean-Pascal Labille  |  | PS       | Minister van Overheidsbedrijven, Wetenschapsbeleid en ontwikkelingssamenwerking, belast met Grote Steden                                                                                       | 17-01-2013 | 11-10-2014 |
| Michel I             |      | Jan Jambon           |  | N-VA     | Minister van Veiligheid en Binnenlandse Zaken, belast met de Regie der gebouwen en Grootstedenbeleid (tot 21 mei 2015)                                                                         | 11-10-2014 | 21-05-2015 |
| Michel I             |      | Elke Sleurs          |  | N-VA     | Staatssecretaris voor Armoedebestrijding, Gelijke Kansen, Personen met beperking, Wetenschapsbeleid, Bestrijding van fiscale fraude (tot 21 mei 2015) en Grootstedenbeleid (vanaf 21 mei 2015) | 11-10-2014 | 20-02-2017 |
| Michel I             |      | Zuhal Demir          |  | N-VA     | Staatssecretaris voor Armoedebestrijding, Gelijke Kansen, Personen met een beperking, Grootstedenbeleid en wetenschapsbeleid                                                                   | 24-02-2017 | 9-12-2018  |
| Michel I             |      | Willy Borsus         |  | MR       | Minister van Middenstand, Zelfstandigen, KMO's, Landbouw en Maatschappelijke Integratie | 11-10-2014 | 28-07-2017 |
| Michel I             |      | Denis Ducarme        |  | MR       | Minister van Middenstand, Zelfstandigen, KMO's, Landbouw en Maatschappelijke Integratie | 28-07-2017 | 9-12-2018  |
| Michel II            |      | Kris Peeters         |  | CD&V     | Minister van Werk, Economie, Consumentenzaken en Buitenlandse Handel, belast met Armoedebestrijding, Gelijke Kansen en Personen met een Beperking                                              | 9-12-2018  | 2-07-2019  |
| Michel II            |      | Wouter Beke          |  | CD&V     | Minister van Werk, Economie en Consumenten, belast met Armoedebestrijding, Gelijke Kansen en Personen met een Beperking                                                                        | 2-07-2019  | 2-10-2019  |
| Michel II            |      | Nathalie Muylle      |  | CD&V     | Minister van Werk, Economie en Consumenten, belast met Armoedebestrijding, Gelijke Kansen en Personen met een Beperking                                                                        | 3-10-2019  | 27-10-2019 |
| Wilmès I             |      | Nathalie Muylle      |  | CD&V     | Minister van Werk, Economie en Consumenten, belast met Armoedebestrijding, Gelijke Kansen en Personen met een beperking                                                                        | 27-10-2019 | 17-03-2020 |
| Wilmès I             |      | Denis Ducarme        |  | MR       | Minister van Middenstand, Zelfstandigen, KMO's, Landbouw, en Maatschappelijke Integratie, belast met Grote Steden                                                                              | 27-10-2019 | 17-03-2020 |
| Wilmès II            |      | Nathalie Muylle      |  | CD&V     | Minister van Werk, Economie en Consumenten, belast met Armoedebestrijding, Gelijke Kansen en Personen met een beperking                                                                        | 17-03-2020 | 1-10-2020  |
| Wilmès II            |      | Denis Ducarme        |  | MR       | Minister van Middenstand, Zelfstandigen, KMO's, Landbouw, en Maatschappelijke Integratie, belast met Grote Steden                                                                              | 17-03-2020 | 1-10-2020  |
| De Croo              |      | Karine Lalieux       |  | PS       | Minister van Pensioenen, Maatschappelijke Integratie, Armoedebestrijding en Personen met een Handicap                                                                                          | 1-10-2020  | 3-02-2025  |
| De Croo              |      | Meryame Kitir        |  | Vooruit  | Minister van Ontwikkelingssamenwerking, belast met Grote Steden | 1-10-2020  | 17-12-2022 |
| De Croo              |      | Caroline Gennez      |  | Vooruit  | Minister van Ontwikkelingssamenwerking, belast met Grote Steden | 17-12-2022 | 30-09-2024 |
| De Croo              |      | Frank Vandenbroucke  |  | Vooruit  | Vice-eersteminister en minister van Sociale Zaken en Volksgezondheid, belast met Ontwikkelingssamenwerking en Grootstedenbeleid                                                                | 30-09-2024 | 03-02-2025 |
| De Wever             |      | Frank Vandenbroucke  |  | Vooruit  | Vice-eersteminister en minister van Sociale Zaken en Volksgezondheid, belast met Armoedebestrijding                                                                                            | 03-02-2025 | -          |
| De Wever             |      | Anneleen Van Bossuyt |  | N-VA     | Minister van Asiel en Migratie, en Maatschappelijke Integratie, belast met Grootstedenbeleid                                                                                                   | 03-02-2025 | -          |